# Zam (Romania)
Zam è un comune della Romania di 1 787 abitanti, ubicato nel distretto di Hunedoara, nella regione storica della Transilvania.
Il comune è formato dall'unione di 13 villaggi: Almaș-Săliște, Almășel, Brășeu, Cerbia, Deleni, Godinești, Micănești, Pogănești, Pojoga, Sălciva, Tămășești, Valea, Zam.